# Bernabé Cobo
Pour les articles homonymes, voir Cobo.
Bernabé Cobo (Lopera, novembre 1582 – Lima, 9 octobre 1657) est un missionnaire jésuite, chroniqueur et naturaliste espagnol. Il joue un rôle dans la découverte de la quinine par sa description de l'herbe des Jésuites, qu'il rapporte en Europe lors d'un voyage en 1632.
En 1791, le botaniste espagnol Antonio José Cavanilles dédie le genre Cobaea (Cobée) à Bernabé Cobo.

## Biographie
Parti à l'âge de 15 pour l'Amérique à la recherche d'aventure, il entre dans la Compagnie de Jésus en 1599 à Lima. Il étudie la théologie à Cuzco tout en développant un premier intérêt pour les plantes et les animaux de la région. Ordonné prêtre en 1615 il part en mission au cœur des montagnes Andines réalisant à cette occasion quantité d'observations. Revenu à Lima en 1618 il est successivement recteur des collèges Jésuites d'Arequipa, Pisco et de Callao tout en complétant ses connaissances de la flore et de la faune péruvienne.
En 1629 il part pour le Mexique. Pendant 4 ans il parcourt le pays où il continue ses recherches. De retour à Lima il achève en 1653 l'écriture de son Histoire du Nouveau Monde. Il meurt sans avoir pu l'éditer.

## Œuvres
- Descripciones del Callao
- Historia de la fundación de Lima
- Historia del Nuevo Mundo

L'ouvrage fondamental de Cobo est intitulée Historia del Nuevo Mundo (Histoire du Nouveau Monde). Il se compose de trois parties :
- la première comprend quatorze livres qui traitent des territoires avec toutes les choses qui s'y trouvent ;
- la seconde compte quinze livres consacrés à l'histoire du Pérou ;
- la troisième, regroupant également quatorze livres, avait pour objet l'histoire du Mexique et des territoires limitrophes, ainsi que la description des îles des deux océans jusqu'aux Philippines et aux Moluques.

Seule la première partie et une partie de la seconde (trois livres sur la fondation de Lima), retrouvées dans la bibliothèque de l'église de San Ocacio à Séville, nous sont parvenues et ont été publiées pour la première fois en mai 1890. Le manuscrit original, daté de 1653, est conservé dans la bibliothèque de l'université de Séville,.
La partie scientifique de ces écrits est la plus remarquable car les informations et observations qui y sont reportées sont le fruit de recherches personnelles de l'auteur. La masse des données présentes dans ces pages en font une véritable encyclopédie dans laquelle sont passées en revue toutes les caractéristiques géographiques, minérales, végétales et animales.
La partie historique est fondée, pour ce qui concerne le Mexique, sur un rapport peu connu d'un capitaine espagnol, Bernardino Vásquez de Tapia. Pour ce qui concerne le Pérou, la source principale est la relation de Pedro Pizarro, mais Bernabé Cobo avait effectué des recherches approfondies dans les archives ecclésiastiques de l'époque, assimilant des informations contenues dans des documents aujourd'hui disparus.
La première partie traite notamment des ceques de Cuzco, déjà explicités par Cristóbal de Molina.